# سليم كرم
سليم يوسف بك كرم (21 أيار 1946- ) سياسي وعضو سابق في البرلمان اللبناني.

## عائلته
ولد في إهدن في شمال لبنان:
- والده النائب السابق يوسف سليم كرم
- والدته مارييات طربيه
- عم جده سليم ميخائيل بك كرم هو بطل لبنان يوسف بك كرم
- انتخب نائبا عن قضاء زغرتا في البرلمان وذلك في عام 2009.

## وصلات خارجية
- الموقع الرسمي لمؤسسة يوسف بك كرم نسخة محفوظة 12 فبراير 2014 على موقع واي باك مشين.
- سليم بك كرم في موقع Ehden Family Tree